# Rika Aoki
Rika Aoki (青木リカ?, Aoki Rika; 1954) è un'attrice giapponese, che ha legato il suo nome ad alcuni film del genere Pinky Violence nei primi anni settanta del XX secolo.

## Biografia
Nata con il nome Sharon-Lee Yoshida, da madre giapponese e padre americano, appena a 18 anni, la Aoki interpretò l'omonimo personaggio di Rika, figlia di una prostituta giapponese vittima di uno stupro da parte di un americano, in una trilogia di film del genere Pinky Violence ad essa dedicata. La Aoki interpretò anche alcuni brani musicali per il primo film della serie, Konketsuji Rika del 1972, in stile Kayōkyoku. La trilogia fu girata a basso costo e con soggetti tratti da manga ambientati nel mondo delle sukeban.

## Filmografia
- Konketsuji Rika (in inglese A child of mixed race, Rika), regia di Kō Nakahira (1972)
- Konketsuji Rika: Hitoriyuku sasuraitabi (in inglese A child of mixed race, Rika - Solitary roaming), regia di Kō Nakahira (1973)
- Konketsuji Rika: Hamagure komoriuta (in inglese А Child of Mixed Race, Rika - Gone Astray Lullaby), regia di Kōzaburō Yoshimura (1973)
- Gakusei yakuza, regia di Akira Shimizu (1974)

## Discografia
- ひとりゆくさすらい旅 (Lone-Wolf Journey, 2'26") e 名もないゼニもない (Nameless and Pennyless, 3'23"), singolo con Alphard, uscito il 21 marzo 1973 per SONY/CBS.
- さすらい子守歌 (Ninnananna errante, 3'40") e 青い目に涙 (Lacrime negli occhi azzurri, 4'17"), singolo uscito il 21 ottobre 1973 per SONY/CBS.